# Pbrain
Pbrain é uma variante da linguagem de programação esotérica brainfuck. O diferencial entre as linguagens é o sistema de subrotinas em Pbrain.

## Forma da Linguagem
O Pbrain acessa a memória da mesma forma que brainfuck: através de células de memória. Não existe um padrão de total de células ou de tamanho de cada célula. Na sua primeira versão, havia 65 536 células de memória, de 1 Byte cada.
As proceduras são numeradas da mesma forma que as células de memória. Se existirem n células de memória, pode haver n subrotinas. Da mesma forma, quando a célula de memória n estiver selecionada, a subrotina n também estará.

### Comandos
| Caractere | Função                                                                                       |
| --------- | -------------------------------------------------------------------------------------------- |
| >         | Acessa a célula de memória seguinte.                                                         |
| <         | Acessa a célula de memória anterior.                                                         |
| +         | Aumenta em 1 o valor da célula de memória selecionada.                                       |
| -         | Diminui em 1 o valor da célula de memória selecionada.                                       |
| .         | Imprime na tela o caractere relativo à célula de memória selecionada.                        |
| ,         | Salva na célula de memória selecionada o código da próxima tecla clicada.                    |
| [         | Repete uma série de comandos enquanto a célula de memória selecionada for diferente de zero. |
| ]         | Retorna ao [ correspondente se a célula de memória selecionada for diferente de zero.        |
| (         | Inicia a declaração de uma subrotina correspondente à célula de memória selecionada.         |
| )         | Finaliza a declaração de uma subrotina.                                                      |
| :         | Executa a subrotina correspondente à célula de memória selecionada.                          |

## Compatibilidade com brainfuck
Todos os códigos em brainfuck são 100% compatíveis com Pbrain, desde que não tenham (, ) e : como comentários.
Os códigos de Pbrain podem não ser compatíveis com brainfuck, pois os comandos (, ) e : são considerados comentários em brainfuck, e são ignorados.

### Teste para verificar se é brainfuck ou Pbrain
```
+>(+)[-]:[[-]
 Pbrain
[-]][-]+(-)[-]+:[[-]
 brainfuck
[-]]
```